# Јасмина Грковић Мејџор
Јасмина Грковић Мејџор (Станишић, 1959) је српски академ и универзитетски професор. Важи за једног од најбољих познавалаца српског језика.

## Образовање
Рођена је у Станишићу. Основну и средњу школу завршила је у Новом Саду. Била је ђак генерације друштвено-језичког смера гимназије „Јован Јовановић Змај“ (1977). Дипломирала је на Катедри за јужнословенске језике Филозофског факултета у Новом Саду 1981, магистрирала палеославистику 1984. и докторирала 1990. године (наслов докторске тезе: Језик Псалтира из штампарије Црнојевића), на истом факултету (област палеославистике). У току школовања боравила је повремено у иностранству ради усавршавања знања језикâ (Бордо, Берлин, Лион, Минхен, Москва, Санкт Петербург, Кијев, Париз).

## Наука
Главни научни доприноси академкиње Грковић Мејџор укључују проучавање језика српске средњовековне писмености, истраживања синтаксе и лексике старословенског језика, проучавање диглосије у српском средњем веку и функционалне раслојености књижевног језика тога доба и етимолошка и семантичка проучавања српског средњег века. Објавила је преко 20 радова у земљи и иностранству.
Од 1992. године је запослена на Одсеку за српски језик и лингвистику Филозофског факултета у Новом Саду. Изабрана је у звање доцента 1991. године, у звање ванредног професора 1995. године, а у звање редовног професора за област српски језик и лингвистика 2000. године. Од 2005. године је гостујући професор на Филозофском факултету Универзитета у Бањој Луци. Ментор је у изради низа дипломских и магистарских радова, као и 6 докторских дисертација, и члан комисија за оцену и одбрану магистарских и докторских теза из палеославистике, англистике, романистике.
За редовног члана САНУ је изабрана 5. новембра 2015 са приступном академском беседом Обрасци заклињања у историјској перспективи: лингвистички и когнитивни увиди. Потпредседник је Огранка САНУ у Новом Саду. Председник је Старословенског одбора САНУ, представник је САНУ у Националном савету за научни и технолошки развој и у Стручно-научном већу Центра за научноистраживачки рад САНУ и Универзитета у Крагујевцу, као и члан седам одбора у склопу САНУ.
Члан је Друштва за античке студије Србије и Европског лингвистичког друштва (Societas Linguistica Europaea). Члан Одбора Одељења за књижевност и језик Матице српске; члан Управног одбора Матице српске; секретар Његошевог одбора Матице српске; члан Друштва за античке студије Србије.
У Редакцији је часописа Зборник Матице српске за филологију и лингвистику, главни уредник часописа Прилози проучавању језика, уредник едиције Лингвистичке свеске, члан Стручне редакције (област филологија / лингвистика) за израду Српске енциклопедије. Била је гост на више страних универзитета, укључујући и Универзитет Харвард (на одељењу за словенске језике и литературу), Охајо Стејт Универзитету (Центар за средњовековне словенске студије), Институт за славистику Универзитета у Бечу и Инстутут за славистику Универзитета у Регензбургу.

## Признања и награде
Награда из фонда „Александар Белић“ при САНУ за најбољу објављену књигу из области науке о језику у 1994. (за младе научне ствараоце); Повеља Одбора за обиљежавање петстоте годишњице прве ћириличке штампарије на словенском југу, ЦАНУ 1994; награда „Павле и Милка Ивић” Славистичког друштва Србије за најбољи рад из српске лингвистичке славистике за 2018. годину.

### Избор из библиографије
- Грковић-Мејџор, Јасмина (2011). „О формирању српске редакције старословенског језика”. Ђурђеви ступови и Будимљанска епархија: Зборник радова. Беране: Епископија будимљанско-никшићка. стр. 43—51.